# Retour vers le futur (série télévisée d'animation)
Pour les articles homonymes, voir Retour vers le futur (homonymie).
Retour vers le futur (Back to the Future ou Back to the Future: The Animated Series) est une série télévisée d'animation franco-américaine en 26 épisodes de 25 minutes, produite par Universal Cartoon Studios, Amblin Entertainment et IDDH; créée d'après la trilogie éponyme et diffusée entre le 14 septembre 1991 et le 26 décembre 1992 sur le réseau CBS.
En France, la série a été diffusée en 1993 sur France 2 dans l'émission Télévisator 2. Au Québec, elle est diffusée en décembre 2004 à Super Écran.

## Synopsis
Après les événements de Retour vers le futur 3, Marty McFly, sa petite amie Jennifer Parker, le Docteur Emmett Brown, son épouse Clara, leurs fils Jules et Verne, et le chien Einstein vivent toujours autant d'aventures spatio-temporelles. Chaque épisode est présenté et conclu par Christopher Lloyd et Bill Nye en personne.

## Distribution

### Voix américaines
- David Kaufman : Marty McFly / Pee Wee McFly / Harold Hall McFly / Marticus
- Dan Castellaneta / Christopher Lloyd (Live Action) début et fin d’épisodes : Docteur « Doc » Brown
- Mary Steenburgen : Clara Clayton Brown
- Josh Keaton : Jules Brown
- Troy Davidson : Verne Brown
- Thomas F. Wilson : Biff H. Tannen / Griff Tannen / Bufford Tannen / Beauregard Tannen / Lord Biffingham / Biffando de la Tanén / Diamond Jim Tannen / Ziff Tannen / Ebiffnezer Tannen / "Wild Bill" Tannen / Hepzibah Tannen / Thaddeus Tannen / Mac Tannen
- Benji Gregory : Biff Tannen Junior
- Cathy Cavadini : Jennifer Parker / Jennivere McFly
- James Tolkan : Agent de la défense civile
- Danny Mann : Einstein
- Hal Rayle : Tannensaurus
- Joe Alaskey : Sheriff
- Bill Nye (Live Action) : Le scientifique en fin d’épisode

### Voix françaises
- Luq Hamet : Marty McFly
- Michel Tugot-Doris : Doc Brown
- Marie-Françoise Sillière : Clara Clayton Brown
- Patrice Baudrier : Biff Tannen
- Christophe Lemoine : Jules Brown, Biff Junior
- Olivier Hémon : personnages secondaires

 Source et légende : version française (VF) sur RS Doublage

## Épisodes

### Première saison (1991)
1. Frères (Brothers)
  - Lorsque l'image de Verne apparaît sur une vieille photo de la guerre de Sécession, Doc comprend qu'il est piégé dans le temps. Il décide alors de partir à sa rescousse en compagnie de son autre fils, Jules.
2. Vacances familiales (A Family Vacation)
  - Doc Brown et sa famille remontent le temps jusqu'à l'époque médiévale, en Angleterre.
3. En avant vers le passé (Forward to the Past)
  - Doc et les garçons remontent le temps jusqu'à la période préhistorique pour tester une nouvelle invention.
4. Sorcellerie (Witchcraft)
  - À bord de la DeLorean, Marty se rend en urgence à Salem, à l'époque de la chasse aux sorcières.
5. Vacances romaines (Roman Holiday)
  - Doc, Marty et les garçons voyagent jusqu'en Italie, à l'époque de la Rome ancienne. Jules et Verne rencontrent Ben Hur.
6. Le Cerf-volant (Go Fly a Kite)
  - Après une dispute avec Jules, Verne commence à croire que Benjamin Franklin est son vrai père.
7. Le Temps des grenouilles (Time Waits for No Frog)
  - À la recherche d'une race éteinte de grenouilles, Doc et Marty remontent le temps pour se rendre sur le fleuve Amazone.
8. Batteur suivant (Batter Up)
  - Marty prend la place de son ancêtre, Pee Wee McFly, pour permettre à son équipe de gagner un match de baseball.
9. Marins solaires (Solar Sailors)
  - Jules et Verne offrent à leurs parents une croisière qui se déroule dans le futur, en 2091.
10. Un Noël de Dickens (Dickens of a Christmas)
  - Marty et les Brown veulent vivre un Noël à l'époque de Dickens.
11. Partis pêcher (Gone Fishin')
  - Doc a peur de l'eau depuis l'enfance. Lorsque les garçons l'apprennent, ils essaient d'y remédier en changeant le passé.
12. À la retraite (Retired)
  - Jules et Verne jouent une farce à leur père. Doc, qui ne relève pas le piège, pense qu'il n'a plus d'avenir dans la science. Il décide alors de prendre sa retraite.
13. Les parents de Clara (Clara's Folks)
  - Marty veut permettre à Verne de rencontrer son ancêtre pionnier. Mais cette incursion dans le passé peut avoir de graves conséquences sur le futur.

### Seconde saison (1992)
1. Mac le pirate (Mac the Black)
  - Marty et Verne rencontrent des pirates du XVIIe siècle sur la mer des Caraïbes.
2. Mettez vos casquettes (Put on Your Thinking Caps, Kids! It's Time for Mr Wisdom!)
  - Marty et Verne rencontrent un ancien camarade de classe de Doc. Brown se souvient alors que son prétendu ami lui avait volé l'une de ses inventions.
3. Un ami en toute propriété (A Friend in Deed)
  - Biff Tannen se vante de posséder un vieil acte de propriété du ranch de Jennifer Parker. Décidé à aider son amie, Marty retourne dans le passé.
4. Marty sous les drapeaux (Marty McFly PFC)
  - Lors d'un voyage dans le temps, dans les années 1940, Verne participe à un concours de danse avec son futur professeur, Dorothy.
5. Le nouvel ami de Verne (Verne's New Friend)
  - Verne et son nouvel ami Chris assistent à un spectacle de cirque dans les années 1930. Les propriétaires sont sur le point de perdre leur affaire au profit du propriétaire terrien Tannen.
6. Le démon monstrueux (Bravelord and the Demon Monstrux)
  - À la suite d'un étrange accident, les personnages du nouveau jeu vidéo de Verne prennent vie. Doc ne peut rien changer à la situation puisqu'il est envoyé dans le monde virtuel du jeu.
7. L'Arbre à billets (The Money Tree)
  - Jules ne supporte plus de ne pas être un garçon populaire à l'école. Lorsqu'il devient riche, il se retrouve avec plein de nouveaux « amis ».
8. Nul autre Verne (A Verne by Any Other Name)
  - Verne ne supporte plus son prénom, les enfants n'arrêtent pas de s'en moquer. Tous les moyens sont bons pour remédier à cette situation, même les plus extrêmes.
9. Brown chassé de Hill Valley (Hill Valley Brown-Out)
  - Après les dernières expériences de Doc, Hill Valley se retrouve sans électricité. Le scientifique promet de tout réparer, mais les choses ne se passent pas comme prévu.
10. Mon père est un extraterrestre (My Pop's an Alien)
  - Après avoir découvert un drôle de vaisseau dans les buissons de Doc, Biff raconte que c'est un extraterrestre. Tout le monde le croit.
11. Super Doc (Super Doc)
  - Marty et les garçons découvrent que Doc a fait du catch dans les années 1950. Au cours d'un voyage dans le temps, ils persuadent Doc de remonter sur le ring.
12. Le blues de Saint-Louis (St. Louis Blues)
  - Tandis que les parents Browns se rendent dans un parc d'attraction au début du XXe siècle, Marty utilise la nouvelle machine de Doc pour bien se coiffer. Mais tout ne marche pas comme ça devrait.
13. Verne pond un œuf (Verne Hatches an Egg)
  - Lors d'un voyage dans le temps, Verne trouve un œuf de dinosaure. Malheureusement, l'œuf éclot dans le présent.

## DVD
La série a intégralement été éditée en DVD en France chez L.C.J. Éditions Production, et ce, en quatre volumes.